# Anthurium uasadiensis
Anthurium uasadiensis är en kallaväxtart som beskrevs av George Sydney Bunting och Thomas Bernard Croat. Anthurium uasadiensis ingår i släktet Anthurium och familjen kallaväxter. Inga underarter finns listade.